# Elecciones provinciales de La Rioja (Argentina) de 2003
Las elecciones generales de la provincia de La Rioja de 2003 tuvieron lugar el domingo 27 de abril del mencionado año, al mismo tiempo que las elecciones presidenciales y legislativas a nivel nacional, con el objetivo de elegir al gobernador y al vicegobernador, así como 9 de los 23 escaños de la Legislatura Provincial, componiendo los poderes ejecutivo y legislativo para el período 2003-2007. Fueron las quintas elecciones provinciales riojanas desde la restauración democrática de 1983, así como las vigesimocuartas desde la instauración del sufragio secreto en la Argentina.
Después de la crisis de diciembre de 2001, que provocó la renuncia del presidente Fernando de la Rúa y dejó muy debilitado a su partido, la Unión Cívica Radical (UCR), el Partido Justicialista (PJ), oficialista a nivel provincial, esperaba conservar fácilmente la gobernación riojana. El gobernador Ángel Maza, aliado a nivel nacional con el expresidente Carlos Menem, unificó las elecciones provinciales con las presidenciales, que fueron adelantadas al 27 de abril por el gobierno interino de Eduardo Duhalde, y se presentó a la reelección, con su boleta unificada con la de Menem, que era candidato por el Frente por la Lealtad. El senador nacional Jorge Yoma, que había sido reelecto en 2001 en una lista disidente del justicialismo nacional, el Frente con Todos (FcT), se presentó como candidato para disputarle la gobernación a Maza. El candidato del radicalismo fue Ramón Brizuela y Doria. Debido al sistema de doble voto simultáneo o ley de lemas imperante en la provincia, el FcT y la UCR configuraron una alianza que presentó las candidaturas de Yoma y Brizuela y Doria en un mismo lema, el Lema Riojano para el Trabajo y la Producción. Algunas listas para diputados provinciales que apoyaban la candidatura de Yoma concurrieron también sosteniendo la candidatura presidencial de Néstor Kirchner, del Frente para la Victoria (FpV), mientras que otras apoyaron a Menem. Del mismo modo, la UCR de La Rioja optó por separar su boleta de la del candidato del partido a nivel nacional, Leopoldo Moreau. Fue la última ocasión en la que se empleó el sistema de lemas.
La jornada electoral registró varios problemas como la ausencia de autoridades de mesa y una ralentización del escrutinio debido a las complicaciones provocadas por la ley de lemas. Finalmente, Maza obtuvo la reelección holgadamente con el 55.40% de los votos contra el 40.34% de Yoma y solo el 3.10% de Brizuela y Doria, que registró el peor resultado histórico para un candidato radical en La Rioja. El PJ obtuvo 8 de los 9 escaños legislativos en disputa contra 1 del FcT. La participación fue del 82.00% del electorado registrado. Hubo un holgado corte de boleta en favor de Menem y en contra de Maza, pues el candidato presidencial logró el 81,93% de los votos en la provincia, mientras que los votos de Yoma no beneficiaron demasiado a Kirchner, que recibió solo un 6,25%.
Maza asumió su tercer período como gobernador el 10 de diciembre de 2003. Sin embargo, no pudo completar su mandato constitucional ya que fue destituido por un juicio político el 12 de abril de 2007, siendo reemplazado por su vicegobernador, Luis Beder Herrera.

## Renovación Legislativa
| Departamento           | Diputados | A renovar |
| ---------------------- | --------- | --------- |
| Ángel V. Peñaloza      | 1         | 1         |
| Arauco                 | 1         | —         |
| Belgrano               | 1         | 1         |
| Capital                | 5         | 1         |
| Castro Barros          | 1         | —         |
| Chamical               | 1         | —         |
| Chilecito              | 2         | 1         |
| Facundo Quiroga        | 1         | —         |
| Famatina               | 1         | —         |
| Felipe Varela          | 1         | —         |
| Independencia          | 1         | 1         |
| Lamadrid               | 1         | 1         |
| Ocampo                 | 1         | 1         |
| Rosario Vera Peñaloza  | 1         | —         |
| San Blas de los Sauces | 1         | 1         |
| San Martín             | 1         | 1         |
| Sanagasta              | 1         | —         |
| Vinchina               | 1         | —         |
| Total                  | 23        | 9         |

## Resultados

### Gobernador y Vicegobernador

#### Resultado general
| Lema                               | Lema                                         | Sublema                                  | Fórmula                            | Fórmula                            | Sublema                            | Sublema                            | Lema    | Lema  |
| Lema                               | Lema                                         | Sublema                                  | Gobernador                         | Vicegobernador                     | Votos                              | %                                  | Votos   | %     |
| ---------------------------------- | -------------------------------------------- | ---------------------------------------- | ---------------------------------- | ---------------------------------- | ---------------------------------- | ---------------------------------- | ------- | ----- |
|                                    | Partido Justicialista                        | Peronismo Riojano                        | Ángel Maza                         | Luis Beder Herrera                 | —                                  | —                                  | 81.381  | 55,40 |
|                                    | Lema Riojano para el Trabajo y la Producción | Frente con Todos para La Rioja que Viene | Jorge Yoma                         | Luis Agost Carreño                 | 59.260                             | 40,34                              | 63.812  | 43,44 |
| Unión Cívica Radical               | Lema Riojano para el Trabajo y la Producción | Ramón Brizuela y Doria                   | Mario Tomás Olmedo                 | 4.552                              | 3,10                               |                                    | 63.812  | 43,44 |
|                                    | Izquierda Unida                              | Izquierda Unida                          | Horacio Pavón                      | Félix Guerro                       | —                                  | —                                  | 1.193   | 0,81  |
|                                    | Frente del Pueblo                            | Justicia y Paz                           | Ben Ami Schargrosky                | Benito Pérez                       | —                                  | —                                  | 518     | 0,35  |
|                                    |                                              |                                          |                                    |                                    |                                    |                                    |         |       |
| Votos positivos                    | Votos positivos                              | Votos positivos                          | Votos positivos                    | Votos positivos                    | Votos positivos                    | Votos positivos                    | 146.904 | 93,64 |
| Votos en blanco                    | Votos en blanco                              | Votos en blanco                          | Votos en blanco                    | Votos en blanco                    | Votos en blanco                    | Votos en blanco                    | 9.224   | 5,88  |
| Votos anulados                     | Votos anulados                               | Votos anulados                           | Votos anulados                     | Votos anulados                     | Votos anulados                     | Votos anulados                     | 746     | 0,48  |
| Total de votos                     | Total de votos                               | Total de votos                           | Total de votos                     | Total de votos                     | Total de votos                     | Total de votos                     | 156.874 | 100   |
| Votantes registrados/participación | Votantes registrados/participación           | Votantes registrados/participación       | Votantes registrados/participación | Votantes registrados/participación | Votantes registrados/participación | Votantes registrados/participación | 191.316 | 82,00 |
| Fuente:                            |                                              |                                          |                                    |                                    |                                    |                                    |         |       |

#### Resultados por departamento
| Departamento                 | Ángel Maza (PJ-FpL) | Ángel Maza (PJ-FpL) | Jorge Yoma (FcT-TyP) | Jorge Yoma (FcT-TyP) | Ramón ByD (UCR-TyP) | Ramón ByD (UCR-TyP) | Horacio Pavón (IU) | Horacio Pavón (IU) | Ben Ami Schargrosky (FREPU) | Ben Ami Schargrosky (FREPU) | Total   |
| Departamento                 | Votos               | %                   | Votos                | %                    | Votos               | %                   | Votos              | %                  | Votos                       | %                           | Total   |
| ---------------------------- | ------------------- | ------------------- | -------------------- | -------------------- | ------------------- | ------------------- | ------------------ | ------------------ | --------------------------- | --------------------------- | ------- |
| Arauco                       | 3.220               | 47,49%              | 3.234                | 47,70%               | 313                 | 4,62%               | 7                  | 0,10%              | 6                           | 0,09%                       | 6.780   |
| Capital                      | 37.368              | 51,97%              | 31.898               | 44,36%               | 1.273               | 1,77%               | 972                | 1,35%              | 393                         | 0,55%                       | 71.904  |
| Castro Barros                | 1.740               | 68,77%              | 685                  | 27,08%               | 79                  | 3,12%               | 24                 | 0,95%              | 2                           | 0,08%                       | 2.530   |
| Chamical                     | 3.072               | 44,41%              | 3.368                | 48,68%               | 453                 | 6,55%               | 12                 | 0,17%              | 13                          | 0,19%                       | 6.918   |
| Chilecito                    | 9.418               | 46,10%              | 10.261               | 50,23%               | 636                 | 3,11%               | 93                 | 0,46%              | 22                          | 0,11%                       | 20.430  |
| Coronel Felipe Varela        | 4.119               | 73,29%              | 1.206                | 21,46%               | 276                 | 4,91%               | 15                 | 0,27%              | 4                           | 0,07%                       | 5.620   |
| Famatina                     | 2.478               | 71,60%              | 749                  | 21,64%               | 221                 | 6,39%               | 9                  | 0,26%              | 4                           | 0,12%                       | 3.461   |
| General Ángel V. Peñaloza    | 1.057               | 62,14%              | 466                  | 27,40%               | 178                 | 10,46%              | 0                  | 0,00%              | 0                           | 0,00%                       | 1.701   |
| General Belgrano             | 2.935               | 75,98%              | 744                  | 19,26%               | 127                 | 3,29%               | 22                 | 0,57%              | 35                          | 0,91%                       | 3.863   |
| General Juan Facundo Quiroga | 1.866               | 76,38%              | 457                  | 18,71%               | 120                 | 4,91%               | 0                  | 0,00%              | 0                           | 0,00%                       | 2.443   |
| General Lamadrid             | 834                 | 77,87%              | 157                  | 14,66%               | 78                  | 7,28%               | 1                  | 0,09%              | 1                           | 0,09%                       | 1.071   |
| General Ocampo               | 2.936               | 73,86%              | 941                  | 23,67%               | 90                  | 2,26%               | 5                  | 0,13%              | 3                           | 0,08%                       | 3.975   |
| General San Martín           | 1.783               | 66,31%              | 691                  | 25,70%               | 212                 | 7,88%               | 1                  | 0,04%              | 2                           | 0,07%                       | 2.689   |
| Independencia                | 710                 | 46,44%              | 684                  | 44,74%               | 115                 | 7,52%               | 1                  | 0,07%              | 19                          | 1,24%                       | 1.529   |
| Rosario Vera Peñaloza        | 4.296               | 61,15%              | 2.549                | 36,28%               | 154                 | 2,19%               | 20                 | 0,28%              | 6                           | 0,09%                       | 7.025   |
| San Blas de los Sauces       | 1.422               | 67,84%              | 537                  | 25,62%               | 130                 | 6,20%               | 5                  | 0,24%              | 2                           | 0,10%                       | 2.096   |
| Sanagasta                    | 950                 | 68,84%              | 377                  | 27,32%               | 42                  | 3,04%               | 6                  | 0,43%              | 5                           | 0,36%                       | 1.380   |
| Vinchina                     | 1.177               | 79,05%              | 256                  | 17,19%               | 55                  | 3,69%               | 0                  | 0,00%              | 1                           | 0,07%                       | 1.489   |
| Total                        | 81.381              | 55,40%              | 59.260               | 40,34%               | 4.552               | 3,10%               | 1.193              | 0,81%              | 518                         | 0,35%                       | 146.904 |

### Legislatura Provincial

#### Resultado general
|  | 71.25 % |

|  | 26.39 % |

|  | 1.40 % |

|  | 0.97 % |

|  | 80.47 % |

|  | 18.94 % |

|  | 0.59 % |

|  | 100.00 % |

|  | 81.58 % |

#### Resultados por departamentos
| Ángel V. Peñaloza 1 Diputado                   | Ángel V. Peñaloza 1 Diputado                 | Ángel V. Peñaloza 1 Diputado                   | Ángel V. Peñaloza 1 Diputado       | Ángel V. Peñaloza 1 Diputado       | Ángel V. Peñaloza 1 Diputado | Ángel V. Peñaloza 1 Diputado | Ángel V. Peñaloza 1 Diputado |
| Lema                                           | Lema                                         | Sublema                                        | Sublema                            | Sublema                            | Lema                         | Lema                         | Lema                         |
| Lema                                           | Lema                                         | Sublema                                        | Votos                              | %                                  | Votos                        | %                            | Electo                       |
| ---------------------------------------------- | -------------------------------------------- | ---------------------------------------------- | ---------------------------------- | ---------------------------------- | ---------------------------- | ---------------------------- | ---------------------------- |
|                                                | Partido Justicialista                        | Dignidad y Trabajo Todos los Días              | 607                                | 57.05                              | 1.064                        | 64.88                        | - José Luis González         |
| Frente Peronista para Menem Presidente         | Partido Justicialista                        | 457                                            | 42.95                              |                                    | 1.064                        | 64.88                        | - José Luis González         |
|                                                | Lema Riojano para el Trabajo y la Producción | Unión para el Crecimiento - Nuevo Departamento | 318                                | 55.21                              | 576                          | 35.12                        |                              |
| Alternativa Renovadora                         | Lema Riojano para el Trabajo y la Producción | 258                                            | 44.79                              |                                    | 576                          | 35.12                        |                              |
|                                                |                                              |                                                |                                    |                                    |                              |                              |                              |
| Votos positivos                                | Votos positivos                              | Votos positivos                                | Votos positivos                    | Votos positivos                    | 1.640                        | 89.37                        |                              |
| Votos en blanco                                | Votos en blanco                              | Votos en blanco                                | Votos en blanco                    | Votos en blanco                    | 189                          | 10.30                        |                              |
| Votos anulados                                 | Votos anulados                               | Votos anulados                                 | Votos anulados                     | Votos anulados                     | 6                            | 0.33                         |                              |
| Total de votos                                 | Total de votos                               | Total de votos                                 | Total de votos                     | Total de votos                     | 1.835                        | 100                          |                              |
| Votantes registrados/participación             | Votantes registrados/participación           | Votantes registrados/participación             | Votantes registrados/participación | Votantes registrados/participación | 2.140                        | 85.75                        |                              |
| Belgrano 1 Diputado                            |                                              |                                                |                                    |                                    |                              |                              |                              |
| Lema                                           | Lema                                         | Sublema                                        | Sublema                            | Sublema                            | Lema                         | Lema                         | Lema                         |
| Lema                                           | Lema                                         | Sublema                                        | Votos                              | %                                  | Votos                        | %                            | Electo                       |
|                                                | Partido Justicialista                        | Unidad para la Victoria - Menem 03             | 1.720                              | 55.72                              | 3.087                        | 80,37                        | - Carlos Alberto Romero      |
| Unidad y Esperanza Justicialista               | Partido Justicialista                        | 1.180                                          | 38.22                              |                                    | 3.087                        | 80,37                        | - Carlos Alberto Romero      |
| Frente de la Esperanza                         | Partido Justicialista                        | 187                                            | 6.06                               |                                    | 3.087                        | 80,37                        | - Carlos Alberto Romero      |
|                                                | Frente del Pueblo                            | 12 de Noviembre                                | —                                  | —                                  | 561                          | 14,61                        |                              |
|                                                | Lema Riojano para el Trabajo y la Producción | Unión Cívica Radical                           | 137                                | 70.98                              | 193                          | 5.02                         |                              |
| Lema Riojano para el Trabajo y la Producción   | Lema Riojano para el Trabajo y la Producción | 56                                             | 29.02                              |                                    | 193                          | 5.02                         |                              |
|                                                |                                              |                                                |                                    |                                    |                              |                              |                              |
| Votos positivos                                | Votos positivos                              | Votos positivos                                | Votos positivos                    | Votos positivos                    | 3.841                        | 93.05                        |                              |
| Votos en blanco                                | Votos en blanco                              | Votos en blanco                                | Votos en blanco                    | Votos en blanco                    | 269                          | 6.52                         |                              |
| Votos anulados                                 | Votos anulados                               | Votos anulados                                 | Votos anulados                     | Votos anulados                     | 18                           | 0.44                         |                              |
| Total de votos                                 | Total de votos                               | Total de votos                                 | Total de votos                     | Total de votos                     | 4.128                        | 100                          |                              |
| Votantes registrados/participación             | Votantes registrados/participación           | Votantes registrados/participación             | Votantes registrados/participación | Votantes registrados/participación | 5.019                        | 82.25                        |                              |
| Capital 1 Diputado                             |                                              |                                                |                                    |                                    |                              |                              |                              |
| Lema                                           | Lema                                         | Sublema                                        | Sublema                            | Sublema                            | Lema                         | Lema                         | Lema                         |
| Lema                                           | Lema                                         | Sublema                                        | Votos                              | %                                  | Votos                        | %                            | Electo                       |
|                                                | Partido Justicialista                        | Peronismo Riojano                              | 21.289                             | 49.77                              | 42.772                       | 71.08                        | - Mario Armando Santander    |
| Una Rioja para Todos                           | Partido Justicialista                        | 16.718                                         | 39.09                              |                                    | 42.772                       | 71.08                        | - Mario Armando Santander    |
| Militancia Peronista                           | Partido Justicialista                        | 2.212                                          | 5.17                               |                                    | 42.772                       | 71.08                        | - Mario Armando Santander    |
| La Rioja debe Crecer                           | Partido Justicialista                        | 1.353                                          | 3.16                               |                                    | 42.772                       | 71.08                        | - Mario Armando Santander    |
| Por una Rioja con Paz y Salud                  | Partido Justicialista                        | 1.200                                          | 2.81                               |                                    | 42.772                       | 71.08                        | - Mario Armando Santander    |
|                                                | Lema Riojano para el Trabajo y la Producción | Nueva Rioja                                    | 2.822                              | 17.93                              | 15.742                       | 26.16                        |                              |
| Decisión de Cambio                             | Lema Riojano para el Trabajo y la Producción | 2.117                                          | 13.45                              |                                    | 15.742                       | 26.16                        |                              |
| Pachacutic                                     | Lema Riojano para el Trabajo y la Producción | 1.799                                          | 11.43                              |                                    | 15.742                       | 26.16                        |                              |
| Unión Cívica Radical                           | Lema Riojano para el Trabajo y la Producción | 1.505                                          | 9.56                               |                                    | 15.742                       | 26.16                        |                              |
| Una Ciudad para los Vecinos                    | Lema Riojano para el Trabajo y la Producción | 1.282                                          | 8.14                               |                                    | 15.742                       | 26.16                        |                              |
| 17 de Octubre                                  | Lema Riojano para el Trabajo y la Producción | 1.153                                          | 7.32                               |                                    | 15.742                       | 26.16                        |                              |
| Unión del Centro Independiente                 | Lema Riojano para el Trabajo y la Producción | 1.076                                          | 6.84                               |                                    | 15.742                       | 26.16                        |                              |
| Por Una Rioja Mejor                            | Lema Riojano para el Trabajo y la Producción | 1.009                                          | 6.41                               |                                    | 15.742                       | 26.16                        |                              |
| Vecinos de La Rioja                            | Lema Riojano para el Trabajo y la Producción | 883                                            | 5.61                               |                                    | 15.742                       | 26.16                        |                              |
| Rioja Solidaria                                | Lema Riojano para el Trabajo y la Producción | 808                                            | 5.13                               |                                    | 15.742                       | 26.16                        |                              |
| El Chacho                                      | Lema Riojano para el Trabajo y la Producción | 721                                            | 4.58                               |                                    | 15.742                       | 26.16                        |                              |
| Movimiento Nacional y Popular                  | Lema Riojano para el Trabajo y la Producción | 567                                            | 3.60                               |                                    | 15.742                       | 26.16                        |                              |
|                                                | Izquierda Unida                              | —                                              | —                                  | —                                  | 1.311                        | 2.18                         |                              |
|                                                | Frente del Pueblo                            | Justicia y Paz                                 | —                                  | —                                  | 352                          | 0.58                         |                              |
|                                                |                                              |                                                |                                    |                                    |                              |                              |                              |
| Votos positivos                                | Votos positivos                              | Votos positivos                                | Votos positivos                    | Votos positivos                    | 60.177                       | 78.49                        |                              |
| Votos en blanco                                | Votos en blanco                              | Votos en blanco                                | Votos en blanco                    | Votos en blanco                    | 15.979                       | 20.84                        |                              |
| Votos anulados                                 | Votos anulados                               | Votos anulados                                 | Votos anulados                     | Votos anulados                     | 510                          | 0.67                         |                              |
| Total de votos                                 | Total de votos                               | Total de votos                                 | Total de votos                     | Total de votos                     | 76.666                       | 100                          |                              |
| Votantes registrados/participación             | Votantes registrados/participación           | Votantes registrados/participación             | Votantes registrados/participación | Votantes registrados/participación | 94.161                       | 81.42                        |                              |
| Chilecito 1 Diputado                           |                                              |                                                |                                    |                                    |                              |                              |                              |
| Lema                                           | Lema                                         | Sublema                                        | Sublema                            | Sublema                            | Lema                         | Lema                         | Lema                         |
| Lema                                           | Lema                                         | Sublema                                        | Votos                              | %                                  | Votos                        | %                            | Electo                       |
|                                                | Partido Justicialista                        | 17 de Octubre                                  | 5.015                              | 45.33                              | 11.063                       | 65.20                        | - Gustavo Adolfo Molina      |
| Frente Peronista Chileciteño                   | Partido Justicialista                        | 4.122                                          | 37.26                              |                                    | 11.063                       | 65.20                        | - Gustavo Adolfo Molina      |
| Chilecito para Todos - Nueva Alternativa       | Partido Justicialista                        | 977                                            | 8.83                               |                                    | 11.063                       | 65.20                        | - Gustavo Adolfo Molina      |
| En Nombre de la Gente                          | Partido Justicialista                        | 561                                            | 5.07                               |                                    | 11.063                       | 65.20                        | - Gustavo Adolfo Molina      |
| Departamental Chilecito                        | Partido Justicialista                        | 387                                            | 3.50                               |                                    | 11.063                       | 65.20                        | - Gustavo Adolfo Molina      |
| Unidos para una Mejor Justicia Social          | Partido Justicialista                        | 1                                              | 0.01                               |                                    | 11.063                       | 65.20                        | - Gustavo Adolfo Molina      |
|                                                | Lema Riojano para el Trabajo y la Producción | Por Chilecito                                  | 3.581                              | 60.65                              | 5.904                        | 34.80                        |                              |
| Renacer                                        | Lema Riojano para el Trabajo y la Producción | 1.131                                          | 19.16                              |                                    | 5.904                        | 34.80                        |                              |
| UCR Chilecito                                  | Lema Riojano para el Trabajo y la Producción | 606                                            | 10.26                              |                                    | 5.904                        | 34.80                        |                              |
| Frente Independiente Demócrata Argentino       | Lema Riojano para el Trabajo y la Producción | 586                                            | 9.9.                               |                                    | 5.904                        | 34.80                        |                              |
|                                                |                                              |                                                |                                    |                                    |                              |                              |                              |
| Votos positivos                                | Votos positivos                              | Votos positivos                                | Votos positivos                    | Votos positivos                    | 16.967                       | 77.00                        |                              |
| Votos en blanco                                | Votos en blanco                              | Votos en blanco                                | Votos en blanco                    | Votos en blanco                    | 4.932                        | 22.38                        |                              |
| Votos anulados                                 | Votos anulados                               | Votos anulados                                 | Votos anulados                     | Votos anulados                     | 136                          | 0.62                         |                              |
| Total de votos                                 | Total de votos                               | Total de votos                                 | Total de votos                     | Total de votos                     | 22.035                       | 100                          |                              |
| Votantes registrados/participación             | Votantes registrados/participación           | Votantes registrados/participación             | Votantes registrados/participación | Votantes registrados/participación | 27.148                       | 81.17                        |                              |
| Independencia 1 Diputado                       |                                              |                                                |                                    |                                    |                              |                              |                              |
| Lema                                           | Lema                                         | Sublema                                        | Sublema                            | Sublema                            | Lema                         | Lema                         | Lema                         |
| Lema                                           | Lema                                         | Sublema                                        | Votos                              | %                                  | Votos                        | %                            | Electo                       |
|                                                | Lema Riojano para el Trabajo y la Producción | Por Independencia                              | 370                                | 45.34                              | 816                          | 54.26                        | - Alberto Martín Romero Vega |
| Integración Popular Independiente              | Lema Riojano para el Trabajo y la Producción | 260                                            | 31.86                              |                                    | 816                          | 54.26                        | - Alberto Martín Romero Vega |
| UCR Independencia                              | Lema Riojano para el Trabajo y la Producción | 186                                            | 22.79                              |                                    | 816                          | 54.26                        | - Alberto Martín Romero Vega |
|                                                | Partido Justicialista                        | Frente de la Esperanza                         | —                                  | —                                  | 688                          | 45.74                        |                              |
|                                                |                                              |                                                |                                    |                                    |                              |                              |                              |
| Votos positivos                                | Votos positivos                              | Votos positivos                                | Votos positivos                    | Votos positivos                    | 1.504                        | 93.42                        |                              |
| Votos en blanco                                | Votos en blanco                              | Votos en blanco                                | Votos en blanco                    | Votos en blanco                    | 105                          | 6.52                         |                              |
| Votos anulados                                 | Votos anulados                               | Votos anulados                                 | Votos anulados                     | Votos anulados                     | 1                            | 0.06                         |                              |
| Total de votos                                 | Total de votos                               | Total de votos                                 | Total de votos                     | Total de votos                     | 1.610                        | 100                          |                              |
| Votantes registrados/participación             | Votantes registrados/participación           | Votantes registrados/participación             | Votantes registrados/participación | Votantes registrados/participación | 1.818                        | 88.56                        |                              |
| Lamadrid 1 Diputado                            |                                              |                                                |                                    |                                    |                              |                              |                              |
| Lema                                           | Lema                                         | Sublema                                        | Sublema                            | Sublema                            | Lema                         | Lema                         | Lema                         |
| Lema                                           | Lema                                         | Sublema                                        | Votos                              | %                                  | Votos                        | %                            | Electo                       |
|                                                | Partido Justicialista                        | Nueva Dirigencia Peronista                     | 525                                | 52.08                              | 1.008                        | 90.97                        | - Luis Bernardo Orquera      |
| Frente de la Esperanza                         | Partido Justicialista                        | 483                                            | 47.92                              |                                    | 1.008                        | 90.97                        | - Luis Bernardo Orquera      |
|                                                | Lema Riojano para el Trabajo y la Producción | Por Villa Castelli                             | 64                                 | 64.00                              | 100                          | 9.03                         |                              |
| Prosperidad de Villa Castelli                  | Lema Riojano para el Trabajo y la Producción | 36                                             | 36.00                              |                                    | 100                          | 9.03                         |                              |
|                                                |                                              |                                                |                                    |                                    |                              |                              |                              |
| Votos positivos                                | Votos positivos                              | Votos positivos                                | Votos positivos                    | Votos positivos                    | 1.108                        | 97.28                        |                              |
| Votos en blanco                                | Votos en blanco                              | Votos en blanco                                | Votos en blanco                    | Votos en blanco                    | 31                           | 2.72                         |                              |
| Votos anulados                                 | Votos anulados                               | Votos anulados                                 | Votos anulados                     | Votos anulados                     | 0                            | 0.00                         |                              |
| Total de votos                                 | Total de votos                               | Total de votos                                 | Total de votos                     | Total de votos                     | 1.139                        | 100                          |                              |
| Votantes registrados/participación             | Votantes registrados/participación           | Votantes registrados/participación             | Votantes registrados/participación | Votantes registrados/participación | 1.313                        | 86.75                        |                              |
| Ocampo 1 Diputado                              |                                              |                                                |                                    |                                    |                              |                              |                              |
| Lema                                           | Lema                                         | Sublema                                        | Sublema                            | Sublema                            | Lema                         | Lema                         | Lema                         |
| Lema                                           | Lema                                         | Sublema                                        | Votos                              | %                                  | Votos                        | %                            | Electo                       |
|                                                | Partido Justicialista                        | General Ocampo J/A Menem                       | 1.375                              | 39.21                              | 3.507                        | 88.47                        | - Luis César Murúa           |
| Puero Menem 2003                               | Partido Justicialista                        | 1.194                                          | 34.05                              |                                    | 3.507                        | 88.47                        | - Luis César Murúa           |
| Juventud, Fuerza y Coraje                      | Partido Justicialista                        | 497                                            | 14.17                              |                                    | 3.507                        | 88.47                        | - Luis César Murúa           |
| El Nuevo Orden                                 | Partido Justicialista                        | 328                                            | 9.35                               |                                    | 3.507                        | 88.47                        | - Luis César Murúa           |
| Menem Presidente/Maza Gobernador               | Partido Justicialista                        | 113                                            | 3.22                               |                                    | 3.507                        | 88.47                        | - Luis César Murúa           |
|                                                | Lema Riojano para el Trabajo y la Producción | Por una Nueva Rioja                            | 144                                | 31.51                              | 457                          | 11.53                        |                              |
| Por el Futuro y el Crecimiento                 | Lema Riojano para el Trabajo y la Producción | 115                                            | 25.16                              |                                    | 457                          | 11.53                        |                              |
| Por el Cambio Verdadero                        | Lema Riojano para el Trabajo y la Producción | 108                                            | 23.63                              |                                    | 457                          | 11.53                        |                              |
| Unión Cívica Radical                           | Lema Riojano para el Trabajo y la Producción | 67                                             | 14.66                              |                                    | 457                          | 11.53                        |                              |
| Por General Ocampo                             | Lema Riojano para el Trabajo y la Producción | 23                                             | 5.03                               |                                    | 457                          | 11.53                        |                              |
|                                                |                                              |                                                |                                    |                                    |                              |                              |                              |
| Votos positivos                                | Votos positivos                              | Votos positivos                                | Votos positivos                    | Votos positivos                    | 3.964                        | 92.77                        |                              |
| Votos en blanco                                | Votos en blanco                              | Votos en blanco                                | Votos en blanco                    | Votos en blanco                    | 304                          | 7.11                         |                              |
| Votos anulados                                 | Votos anulados                               | Votos anulados                                 | Votos anulados                     | Votos anulados                     | 5                            | 0.12                         |                              |
| Total de votos                                 | Total de votos                               | Total de votos                                 | Total de votos                     | Total de votos                     | 4.273                        | 100                          |                              |
| Votantes registrados/participación             | Votantes registrados/participación           | Votantes registrados/participación             | Votantes registrados/participación | Votantes registrados/participación | 5.528                        | 77.30                        |                              |
| San Blas de los Sauces 1 Diputado              |                                              |                                                |                                    |                                    |                              |                              |                              |
| Lema                                           | Lema                                         | Sublema                                        | Sublema                            | Sublema                            | Lema                         | Lema                         | Lema                         |
| Lema                                           | Lema                                         | Sublema                                        | Votos                              | %                                  | Votos                        | %                            | Electo                       |
|                                                | Partido Justicialista                        | Por los Sauces                                 | 995                                | 74.76                              | 1.331                        | 64.96                        | - Sergio Casas               |
| Renovación Justicialista por el Pueblo Sauceño | Partido Justicialista                        | 336                                            | 25.24                              |                                    | 1.331                        | 64.96                        | - Sergio Casas               |
|                                                | Lema Riojano para el Trabajo y la Producción | Unidad y Participación Departamental           | 294                                | 40.95                              | 718                          | 34.04                        |                              |
| Frente Cívico Sauceño                          | Lema Riojano para el Trabajo y la Producción | 285                                            | 39.69                              |                                    | 718                          | 34.04                        |                              |
| Acción Departamental Sauceña                   | Lema Riojano para el Trabajo y la Producción | 139                                            | 19.36                              |                                    | 718                          | 34.04                        |                              |
|                                                |                                              |                                                |                                    |                                    |                              |                              |                              |
| Votos positivos                                | Votos positivos                              | Votos positivos                                | Votos positivos                    | Votos positivos                    | 2.049                        | 93.05                        |                              |
| Votos en blanco                                | Votos en blanco                              | Votos en blanco                                | Votos en blanco                    | Votos en blanco                    | 149                          | 6.77                         |                              |
| Votos anulados                                 | Votos anulados                               | Votos anulados                                 | Votos anulados                     | Votos anulados                     | 4                            | 0.18                         |                              |
| Total de votos                                 | Total de votos                               | Total de votos                                 | Total de votos                     | Total de votos                     | 2.202                        | 100                          |                              |
| Votantes registrados/participación             | Votantes registrados/participación           | Votantes registrados/participación             | Votantes registrados/participación | Votantes registrados/participación | 2.596                        | 84.82                        |                              |
| San Martín 1 Diputado                          |                                              |                                                |                                    |                                    |                              |                              |                              |
| Lema                                           | Lema                                         | Sublema                                        | Sublema                            | Sublema                            | Lema                         | Lema                         | Lema                         |
| Lema                                           | Lema                                         | Sublema                                        | Votos                              | %                                  | Votos                        | %                            | Electo                       |
|                                                | Partido Justicialista                        | Conducción Renovadora                          | 1.226                              | 50.72                              | 2.417                        | 89.49                        | - Pedro Emilio Lucero        |
| Unidad y Solidaridad Peronista                 | Partido Justicialista                        | 1.145                                          | 47.37                              |                                    | 2.417                        | 89.49                        | - Pedro Emilio Lucero        |
| Unión y Esperanza                              | Partido Justicialista                        | 46                                             | 1.90                               |                                    | 2.417                        | 89.49                        | - Pedro Emilio Lucero        |
|                                                | Lema Riojano para el Trabajo y la Producción | Unión para el Cambio                           | 219                                | 77.11                              | 284                          | 10.51                        |                              |
| San Martín para el Cambio                      | Lema Riojano para el Trabajo y la Producción | 65                                             | 22.89                              |                                    | 284                          | 10.51                        |                              |
|                                                |                                              |                                                |                                    |                                    |                              |                              |                              |
| Votos positivos                                | Votos positivos                              | Votos positivos                                | Votos positivos                    | Votos positivos                    | 2.701                        | 94.28                        |                              |
| Votos en blanco                                | Votos en blanco                              | Votos en blanco                                | Votos en blanco                    | Votos en blanco                    | 160                          | 5.58                         |                              |
| Votos anulados                                 | Votos anulados                               | Votos anulados                                 | Votos anulados                     | Votos anulados                     | 4                            | 0.14                         |                              |
| Total de votos                                 | Total de votos                               | Total de votos                                 | Total de votos                     | Total de votos                     | 2.865                        | 100                          |                              |
| Votantes registrados/participación             | Votantes registrados/participación           | Votantes registrados/participación             | Votantes registrados/participación | Votantes registrados/participación | 3.394                        | 84.41                        |                              |